# آگوستین گونسالس
آگوستین گونسالس (اسپانیایی: Agustín González‎؛ ‏ ۲۴ مارس ۱۹۳۰ – ۱۶ ژانویه ۲۰۰۵) بازیگر اهل اسپانیا بود.

## گزیدهٔ نقش‌آفرینی‌ها

### سینما
- امکانش هست؟ (۲۰۰۴)
- کاروسل حوالی ۱۹۵۰ (۲۰۰۴)
- پدربزرگ (۱۹۹۸)
- همگی به‌سوی زندان (۱۹۹۳)
- روزگار خوش (۱۹۹۲)
- سفر به هیچ‌کجا (۱۹۸۶)
- آغازی دوباره (۱۹۸۲)
- کندو (۱۹۸۲)
- لانه (۱۹۸۰)
- لا کابینا (۱۹۷۲)
- در پس نقاب زورو (۱۹۶۵)
- آوای بلوز مرگ (۱۹۶۴)
- گاوبازی (۱۹۶۳)
- سرقت در ساعت ۳ (۱۹۶۲)

### تلویزیون
- بیمارستان مرکزی (۲۰۰۴)